# Solène Ndama
Solène Ndama (* 23. September 1998 in Bordeaux) ist eine französische Siebenkämpferin und Hürdenläuferin, die sich auf die 100-Meter-Distanz spezialisiert hat.

## Sportliche Laufbahn
Ihren ersten Wettkampf bei internationalen Meisterschaften bestritt Solène Ndama bei den U18-Weltmeisterschaften 2015 in Cali, bei denen sie im Siebenkampf mit 4927 Punkten den 29. Platz belegte. Zwei Jahre später gewann sie bei den U20-Europameisterschaften in Grosseto in 13,15 s überraschend die Goldmedaille vor der Britin Alicia Barrett. Bei den Europameisterschaften 2018 in Berlin gelangte sie bis in das Finale, in dem sie wegen eines Fehlstarts disqualifiziert wurde. 2019 gewann sie bei den Halleneuropameisterschaften in Glasgow mit französischem Hallenrekord von 4723 Punkten überraschend die Bronzemedaille im Fünfkampf hinter den beiden Britinnen Katarina Johnson-Thompson und Niamh Emerson. Über 60 Meter Hürden schied sie mit 8,09 s im Halbfinale aus.
2019 wurde Ndama Französische Hallenmeisterin im Fünfkampf.

## Persönliche Bestleistungen
- 100 m Hürden: 12,77 s (+0,2 m/s), 9. August 2018 in Berlin
  - 60 m Hürden (Halle): 8,03 s, 9. Februar 2019 in Nantes
- Siebenkampf: 5932 Punkte: 27. Mai 2018 in Götzis
  - Fünfkampf (Halle): 4723 Punkte: 1. März 2019 in Glasgow (französischer Rekord)